# اس‌آرور آیرون
اس‌آرور آیرون (به انگلیسی: SRWare Iron) یک مرورگر وب مبتنی بر کرومیوم است که توسط شرکت آلمانی اس‌آرور توسعه یافته‌است. هدف اصلی آن حذف ردیابی استفاده و سایر قابلیت‌های به خطر انداختن حریم خصوصی است که مرورگر کروم شامل می‌شود. آیرون با برخی از گزینه‌های حریم خصوصی کرومیوم که به‌طور پیش‌فرض روشن هستند عرضه می‌شود، برخی ویژگی‌های اضافی را ارائه می‌کند که آن را از گوگل کروم متمایز می‌کند.

## تاریخچه ساخت و توسعه
آیرون اولین بار به عنوان نسخهٔ بتا، ۱۶ روز پس از انتشار اولیه گوگل کروم در ۱۸ سپتامبر ۲۰۰۸ منتشر شد.
در ۲۶ مهٔ ۲۰۰۹ یک نسخهٔ پیش نمایش (پیش آلفا) از آیرون برای لینوکس منتشر شد و در ۷ ژانویهٔ ۲۰۱۰ یک نسخهٔ بتا برای سیستم عامل مک منتشر شد.

## تفاوت با کروم
ویژگی‌های اضافه شده عبارتند از:
- مسدود کننده تبلیغات
- یک تعویض کننده عامل کاربر.
- مسدود کردن سایر ارتباطات پس‌زمینه مانند برنامه‌های افزودنی، لیست سیاه GPU و به‌روزرسانی‌های لغو گواهی را قابل انتخاب دارد.
- تعداد تصاویر کوچک صفحه اخیر نشان داده شده در صفحه برگه جدید افزایش یافته‌است.